# 蓮実重臣
蓮実 重臣（はすみ しげおみ、1967年12月7日 - 2017年6月18日）は、日本の作曲家・編曲家。歌手としてGlenn Miyashiro名義を使用。東京外国語大学外国語学部モンゴル語学科卒業。
祖父は日本美術史学者の蓮實重康。父は文芸評論家の蓮實重彦。

## 人物
東京都出身。父は東京大学総長を務めたフランス文学者・映画評論家の蓮實重彦。母はフランス語を母語とするベルギー人。父の著書『反＝日本語論』では、バイリンガルに育つ幼少時の重臣をめぐるエピソードが綴られている。
高校在学中に岸野雄一、岡村みどり、常盤響、山口優らの音楽家集団「京浜兄弟社」に参加。
1995年、三宅剛正と結成した電子音楽軽音楽ユニットPACIFIC 231でデビューし、1998年、細野晴臣主宰のdaisyworld discsからアルバム『MIYASHIRO』をリリース。映画音楽、アニメ音楽、CM音楽の分野でも活動。2009年公開の映画『私は猫ストーカー』の音楽で第64回毎日映画コンクール音楽賞を受賞。2017年6月18日、S状結腸がんのため死去。49歳没。

## PACIFIC 231のアルバム
- 『ARE YOU AWAKE?』（TRIP OUT TAPES/1995年）
- 『HAVE A NICE TRIP!』（TRANSONIC RECORDS/1995年）
- 『TROPICAL SONGS』（ZERO GRAVITY/1996年）
- 『TROPICAL SONGS GOLD』（TRANSONIC RECORDS/1997年）
- 『MIYASHIRO』（daisyworld discs/1998年）

## 映画音楽
- 『アカルイミライ』（黒沢清監督/PACIFIC 231名義で三宅剛正との共作/2003年）
- 『ロボコン』（古厩智之監督/PACIFIC 231名義で三宅剛正との共作/2003年）
- 『Jam Films S』より『NEW HORIZON』（手島領監督/2005年）
- 『私は猫ストーカー』（鈴木卓爾監督/2009年）

## アニメ音楽
- 『ささめきこと』（菅沼栄治監督/テレビ東京/2009年）

## テレビドラマ音楽
- 『ケータイ電話と川のヌシ』（「ABUアジア子どもドラマシリーズ」より/NHK Eテレ/2010年）

## 楽曲提供など
- テイ・トウワ『STUPID FRESH』（イーストウエスト・ジャパン/1997年）
- 中谷美紀『裸婦』（CD-ROM）（メディアファクトリー/1998年）
- V.A.
  - 『そしてアトムは生まれた "ATOM is born" the remixies』（東芝EMI/2003年）
  - 『SOB-A-MBIENT; Music for your favorite soba shop』（ビクターエンタテインメント/2003年）
  - .『日本の態度』（ユニバーサルミュージック/2003年）
- 宮崎吐夢『宮崎吐夢記念館』（ミディ/2004年）
- V.A.『RE-ENTER THE DRAGON: A Black Belt Graffiti of the Grandmaster Dragon by His Lil' Dragons of Sound and Vision』（ビクターエンタテインメント/2004年）
- 清水ミチコ『歌のアルバム』（ソニー・ミュージックダイレクト/2005年）
- V.A.
  - 『ランバージャック・シャツの夜 〜マラノーチェに捧げる言葉と音〜』（ビクターエンタテインメント/2007年）
  - 『PENGUIN CAFE ORCHESTRA -tribute-』（commmons/2007年）
  - ケロロ軍曹『ケロロのクリスマスアルバム』（flying DOG/2007年）
  - 『細野晴臣 STRANGE SONG BOOK -Tribute to Haruomi Hosono 2-』（commmons/2008年）
- 岡村みどり『ブルースでなく(Mint-Lee)』（Out One Disc/2011年）

## 主なCM音楽
- 西友『火曜得の市』『オットセイユー』（ヴォーカルも担当）
- ミスタードーナツ『ミスド×レアル キャンペーン』（ヴォーカルも担当）
- ニッセン『06年春号カタログ』（出演、ナレーションも担当）